# Artyści UNESCO na rzecz Pokoju
Artyści na rzecz pokoju to międzynarodowy program Organizacji Narodów Zjednoczonych ds. Oświaty, Nauki i Kultury (UNESCO) skupiający artystów wyróżnionych za ich działania na rzecz pokoju, idei pojednania pomiędzy narodami czy popularyzowanie idei tolerancji.
Program rozpoczęto w 1995.

## Aktualna lista
Poniższa list przedstawia artystów uhonorowanych wyróżnieniem: (stan na 08.2012)
| Imię i Nazwisko                               | Państwo            | Od kiedy                   | Link              |
| --------------------------------------------- | ------------------ | -------------------------- | ----------------- |
| Franghiz Ali-Zadeh                            | Azerbejdżan        | 3 kwietnia 2008            | portal.unesco.org |
| Amri Aminov                                   | Tadżykistan        | 16 września 2008           | portal.unesco.org |
| Relja Bašić                                   | Chorwacja          | 6 października 2004        | portal.unesco.org |
| Shirley Bassey                                | Walia              |                            | portal.unesco.org |
| Marisa Berenson                               | Stany Zjednoczone  |                            | portal.unesco.org |
| Chico Bouchikhi                               | Francja            |                            | portal.unesco.org |
| Brenz Band                                    | Niemcy             | 3 lutego 2005              | portal.unesco.org |
| Sayon Camara                                  | Gwinea             | 21 czerwca 2003            | portal.unesco.org |
| Lauren Child                                  | Anglia             | 12 grudnia 2008            | portal.unesco.org |
| China Disabled People’s Performing Art Troupe | Chiny              | 31 lipca 2007              | portal.unesco.org |
| Joaquín Cortés                                | Hiszpania          |                            | portal.unesco.org |
| Manu Dibango                                  | Kamerun            | 27 maja 2004               | portal.unesco.org |
| Céline Dion                                   | Kanada             |                            | portal.unesco.org |
| Earthsavers DREAMS Ensemble                   | Filipiny           | 29 września 2003           | portal.unesco.org |
| Frankétienne                                  | Haiti              | 24 marca 2010              | portal.unesco.org |
| Gilberto Gil                                  | Brazylia           | 1999                       | portal.unesco.org |
| Juan Luís Guerra                              | Dominikana         | 15 września 2008           | portal.unesco.org |
| Walerij Giergijew                             | Rosja              | 31 marca / 1 kwietnia 2003 | portal.unesco.org |
| Zaha Hadid                                    | Irak               | 24 czerwca 2010            | portal.unesco.org |
| Alain Husson-Dumoutier                        | Francja            |                            | portal.unesco.org |
| Sumi Jo                                       | Korea Południowa   | kwiecień 2003              | portal.unesco.org |
| Missa Johnouchi                               | Japonia            | 21 sierpnia 2006           | portal.unesco.org |
| Dani Karawan                                  | Izrael             |                            | portal.unesco.org |
| Marcel Khalife                                | Liban              | 7 czerwca 2005             | portal.unesco.org |
| Setsuko Klossowska de Rola                    | Japonia            | 7 stycznia 2005            | portal.unesco.org |
| Amine Kouider                                 | Algieria           |                            | portal.unesco.org |
| Titouan Lamazou                               | Francja            | 12 marca 2003              | portal.unesco.org |
| Gong Li                                       | Chiny              |                            | portal.unesco.org |
| Tania Libertad                                | Peru               |                            | portal.unesco.org |
| The Philippine Madrigal Singers               | Filipiny           |                            | portal.unesco.org |
| Siergiej Markarow                             | Rosja              | 12 grudnia 2002            | portal.unesco.org |
| Maria de Medeiros                             | Portugalia         | 17 marca 2008              | portal.unesco.org |
| Ino Mirković                                  | Chorwacja          |                            | portal.unesco.org |
| N. Scott Momaday                              | Stany Zjednoczone  | 12 maja 2004               | portal.unesco.org |
| Georges Moustaki                              | Francja            |                            | portal.unesco.org |
| Mariana Nicolesco                             | Rumunia            | 21 listopada 2005          | portal.unesco.org |
| Eijin Nimura                                  | Japonia            | październik 1998           | portal.unesco.org |
| Bibi Russell                                  | Bangladesz         |                            | portal.unesco.org |
| Jordi Savall                                  | Hiszpania          | 17 czerwca 2008            | portal.unesco.org |
| Márta Sebestyén                               | Węgry              | 1 czerwca 2010             |                   |
| Władimir Spiwakow                             | Rosja              | 7 listopada 2006           | portal.unesco.org |
| Boris Trajanov                                | Macedonia Północna | 24 lutego 2005             | portal.unesco.org |
| Patricia Velásquez                            | Wenezuela          | 11 czerwca 2003            | portal.unesco.org |
| Venezuela Children Symphonic Orchestra        | Wenezuela          |                            | portal.unesco.org |
| Gérard Voisin                                 | Francja            | 7 lipca 2005               | portal.unesco.org |
| World Orchestra for Peace                     | Wielka Brytania    | 5 lipca 2010               | portal.unesco.org |
| Miyako Yoshida                                | Japonia            | 21 lipca 2004              | portal.unesco.org |
| Zhang Jun                                     | Chiny              | 26 maja 2011               | portal.unesco.org |
| Cyprien Katsaris                              | Francja            |                            |                   |
| Guila Clara Kessous                           | Francja            |                            |                   |
| Milton Masciadri                              | Urugwaj            | 1998                       |                   |
| Hedva Ser                                     | Francja            |                            |                   |